# The Broadway Album
The Broadway Album ist der Titel eines Albums von Barbra Streisand.

## Geschichte
The Broadway Album ist eines der erfolgreichsten Alben von Barbra Streisand. Es erhielt von RIAA eine goldene Schallplatte und vier Platin-Schallplatten. Die vierte Platin-Schallplatte erhielt das Album 1995. Barbra Streisand kehrte nach Ausflügen ins Popgenre bei ihren Alben in den letzten Jahren zurück zu den Anfängen ihrer Karriere und interpretiert gemäß dem Titel Melodien aus zahlreichen Broadwaymusicals. Im Zentrum des Albums steht die Zusammenarbeit mit dem Komponisten und Texter Stephen Sondheim. Sondheim schrieb für dieses Album erweiterte Texte zu seinen Songs Putting It Together und Send in the Clowns.
Das Album war auch in den Charts erfolgreich und erreichte 1986 in den USA den ersten Platz der Albumcharts. Barbra Streisand erhielt einen Grammy Award 1987 als beste Sängerin. Produzent und Arrangeur David Foster erhielt für seine Arrangements einen weiteren Grammy Award.
2002 erschien eine neue CD-Version, die einen Bonus-Track enthält.

## Titelliste
1. Putting It Together (live) (Stephen Sondheim) – 4:20
2. If I Loved You (live) (Oscar Hammerstein, Richard Rodgers) – 2:38
3. Something’s Coming (aus West Side Story) (Leonard Bernstein, Sondheim) – 2:55
4. Not While I’m Around (live) (Sondheim) – 3:29
5. Being Alive (live) (Sondheim) – 3:23
6. I Have Dreamed/We Kiss in a Shadow/Something Wonderful (Hammerstein, Rodgers) – 4:50
7. Adelaide’s Lament (live) (Frank Loesser) – 3:25
8. Send In the Clowns (aus A Little Night Music) (Sondheim) – 4:42
9. Pretty Women/The Ladies Who Lunch (live) (Sondheim) – 5:09
10. Can’t Help Lovin' Dat Man (live) (Hammerstein, Jerome Kern) – 3:31
11. I Loves You, Porgy/Porgy, I's Your Woman Now (Bess, You Is My Woman) (George Gershwin, Ira Gershwin, Deborah Heyward) – 4:35
12. Somewhere (aus West Side Story) (Bernstein, Sondheim) – 4:56

### Bonus-Track
1. „I Know Him So Well“ (Session Outtake) (Tim Rice, Benny Andersson, Björn Ulvaeus) – 4:14

## Kommerzieller Erfolg

### Chartplatzierungen
| ChartsChartplatzierungen       | Höchstplatzierung | Wochen |
| ------------------------------ | ----------------- | ------ |
| Österreich (Ö3)                | 29 (4 Wo.)        | 4      |
| Vereinigte Staaten (Billboard) | 1 (50 Wo.)        | 50     |
| Vereinigtes Königreich (OCC)   | 3 (16 Wo.)        | 16     |

### Auszeichnungen für Musikverkäufe
| Land/Region                  | Auszeichnungen für Musikverkäufe (Land/Region, Auszeichnung, Verkäufe) | Verkäufe  |
| ---------------------------- | ---------------------------------------------------------------------- | --------- |
| Australien (ARIA)            | 2× Platin                                                              | 140.000   |
| Kanada (MC)                  | Platin                                                                 | 100.000   |
| Neuseeland (RMNZ)            | 2× Platin                                                              | 40.000    |
| Niederlande (NVPI)           | Gold                                                                   | 50.000    |
| Vereinigte Staaten (RIAA)    | 4× Platin                                                              | 4.000.000 |
| Vereinigtes Königreich (BPI) | Gold                                                                   | 100.000   |
| Insgesamt                    | 2× Gold · 9× Platin ·                                                  | 4.430.000 |

Hauptartikel: Barbra Streisand/Auszeichnungen für Musikverkäufe